# Danh sách chương truyện Fairy Tail: 100 Years Quest
Fairy Tail: 100 Years Quest là một bộ truyện tranh Nhật Bản được Mashima Hiro sáng tác và tạo kịch bản phân cảnh, với Ueda Atsuo đảm nhận phần đồ họa. Đây là phần tiếp theo của bộ truyện tranh Fairy Tail của Mashima, tập trung vào Natsu Dragneel và đội của anh từ hội pháp sư khi họ đặt mục tiêu hoàn thành một nhiệm vụ dang dở, kéo dài đến thế kỷ. Truyện bắt đầu được xuất bản nhiều kỳ trên ứng dụng truyện tranh Magazine Pocket của Kodansha vào ngày 25 tháng 7 năm 2018. Các chương được tập hợp lại dưới dạng tankōbon kể từ tháng 11 năm 2018, với 21 tập được phát hành tính đến tháng 8 năm 2025. Bộ truyện sẽ được chuyển thể thành anime truyền hình.
Bộ truyện tranh được Kodansha USA phát hành phiên bản tiếng Anh vào tháng 8 năm 2019, với các chương được xuất bản đồng thời trên dịch vụ K Manga của Kodansha.

## Các tập truyện
| 1. "The First Guild and the Strongest Guild" ("最初"のギルドと"最強"のギルド "Saisho" no Girudo to "Saikyō" no Girudo, Hội đầu tiên và hội mạnh nhất) 2. "The Dragon Slayers' Lineage" (滅竜の系譜 Metsuryū no Keifu, Dòng dõi Sát Long Nhân) 3. "The Last Hope" (最後の希望 Saigo no Kibō, Hy vọng cuối cùng) 4. "Amazing Ermina" (アメイジング・エルミナ Ameijingu Erumina, Ermina kì diệu) 5. "The Sealing of the Five Dragon Gods" (五神竜を"封"じろ Goshinryū o "Fū"jiro, Phong ấn Ngũ Thần Long) | 1. "The Slaying Blade" (滅する刃 Messuru Yaiba, Thanh kiếm tàn sát) 2. "The Sea of Dragons" (竜の海 Ryū no Umi, Biển rồng) 3. "A Dragon God's Melancholy" (神竜の憂鬱 Shinryū no Yūutsu, Nổi sầu muộn của Thần Long) 4. "Black or White?" (黒か白か Kuro ka Shiro ka, Trắng hay Đen) |

| 1. "Diabolos of the Cutting Heart" (斬心の悪魔 Zanshin no Diaborosu, Trái tim của Diabolos) 2. "Blade, Armor, Ash" (刃､ 鎧､ 灰 Yaiba, Yoroi, Hai, Lưỡi cơm, áo giáp và tro tàn) 3. "Stars and Lightning" (星と雷 Hoshi to Ikazuchi, Vì tinh tú và những tin sét) 4. "A Maritime Meeting" (水の巡り合わせ Mizu no Meguriawase, Cuộc gặp gỡ định mệnh trên mặt nước) 5. "Rain and Shadow" (雨と陰 Ame to Kage, Mưa và bóng tối) | 1. "Dyed White" (白く染まる Shiroku Somaru, Nhuộm trắng) 2. "Ash and Dark Clouds" (灰と暗雲 Hai to An'un, Tro và mây đen) 3. "The Holy Water Dragon" (水神竜 Suijinryū, Thủy Thần Long) 4. "A Bitter Choice" (苦渋の決断 Kujū no Ketsudan, Lựa chọn nghiệt ngã) |

| 1. "From the Depths" (深淵より Shin'en yori, Sâu trong vực thẳm) 2. "Lineage of Fire" (炎の系譜 Honō no Keifu, Ngọn lửa kế thừa) 3. "Burn It All" (全てを燃やす Subete o Moyasu, Đốt cháy mọi thứ) 4. "Team Effort" (みんながいなきゃ Minna ga Inakya, Phải có mọi người) 5. "The Blessed Harbor Town" (祝福の港町 Shukufuku no Minatomachi, Thành phố cảng của phúc lành) | 1. "All's Well That Ends Well" (結果オーライ Kekka Ōrai, Kết quả ổn thỏa) 2. "Fairy Nail" 3. "At Rainhill" (レインヒルにて Reinhiru ni te, Ngọn đồi mưa) 4. "Aldoron, Wood Dragon God" (木神竜アルドロン Mokushinryū Arudoron, Mộc Thần Long Aldoron) |

| 1. "White Ascendent" (白の支配 Shiro no Shihai, Sự thống trị của trắng) 2. "Whiteout" (白滅 Howaitoauto, "Bạch diệt") 3. "Fun with Fighting" (ケンカ祭り Kenka Matsuri, Chiến hội) 4. "Fairy Face-Off" (対峙する妖精たち Taiji suru Yōsei-tachi, Tiên tử đối đầu) 5. "Star Dress Mix" (星霊衣合成 Sutā Doresu Mikkusu, Tinh Linh y hợp thành) | 1. "Pain" (痛み Itami, Nỗi đau) 2. "New Foes" (新たなる刺客たち Arata naru Shikaku-tachi, Sát thủ mới) 3. "Reiss, the Spirit Dragon" (霊龍のレイス Reiryū no Reisu, Linh Long Waith) 4. "Rumble in Drasil" (混戦のドラシール Konsen no Dorashīru, Trận chiến ở Draseel) |

| 1. "Beta Heaven" (β天国 Bēta Hevun, Thiên đàn Beta) 2. "Synchro Rate" (シンクロ率 Shinkuro-ritsu, Tỉ lệ Synchro) 3. "Coo-Coo, the Cocoon Dragon" (繭竜マユマユ Mayuryū Mayumayu, Kiển Long kén kén) 4. "Thicker Than Blood" (血よりも濃い Chi yori mo Koi, Sâu đậm hơn máu mủ) 5. "A Card in the Hand" (反撃の切り札 Hangeki no Kirifuda, Át chủ bài cho cuộc phản công) | 1. "For the Guild, I Would" (ギルドの為なら Girudo no Tame nara, Nếu đó là vì hội) 2. "Mistakes & Misapprehensions" (勘違い Kanchigai, Hiểu lầm) 3. "Scarlet Showdown" (紅の激闘 Kurenai no Gekitō, Trận chiến đỏ thẫm) 4. "Crimson Conclusion" (紅の決着 Kurenai no Ketchaku, Quyết định đỏ thẫm) |

| 1. "White Will" (白の意志 Shiro no Ishi, Ý chí của trắng) 2. "Clinging Dragon Berserk" (暴虐の粘竜 Bōgyaku no Nenryū, Niêm Long hung bạo) 3. "Fifth-Generation Dragon Force" (第五世代ドラゴンフォース Dai-go Sedai Doragon Fōsu, Long lực thế hệ thứ 5) 4. "The Final Orb" (最後のオーブ Saigo no Ōbu, Quả cầu cuối cùng) 5. "The Secret of the Wood Dragon God" (木神竜の秘密 Mokushinryū no Himitsu, Bí mật của Mộc Thần Long) | 1. "The Howling Earth" (轟く大地 Todoroku Daichi, Long trời lỡ đất) 2. "Telepathic Trees" (読心の木々 Dokushin no Kigi, Cây đọc tâm) 3. "The Most Precious Curse" (尊き呪い Tōtoki Noroi, Lời nguyền quý giá) 4. "God Seeds" (ゴッドシード Goddo Shīdo, God Seed) |

| 1. "A Destiny of Death" (死の運命 Shi no Unmei, Số mệnh diệt vong) 2. "Friends You Can Count On" (頼れる仲間たち Tayoreru Nakama-tachi, Những người bạn đáng tin cậy) 3. "Strength to Live" (生きる力 Ikiru Chikara, Nguồn sống) 4. "Ice and Water" (氷と水 Kōri to Mizu, Băng và nước) 5. "The Gears of Fate" (運命の歯車 Unmei no Haguruma, Bánh răng số mệnh) | 1. "Gigantify" (巨大化 Kyodaika, Khổng lồ) 2. "Forest of Swords" (剣戟森森 Kengeki Shinshin, Kiếm kích rậm rạp) 3. "Burning Will" (燃ゆる意志 Moyuru Ishi, Ý chí mãnh liệt) 4. "Celebration in Dramil" (ドラミールの宴 Doramīru no Utage, Yến tiệc ở Dreameel) |

| 1. "Aldo-no-Yu" (亜留土乃湯 Arudo no Yu, Suối nước nóng Aldo) 2. "Elentear (エレンティア Erentia, Elentir) 3. "In Edolas" (エドラスにて Edorasu ni te, Tại Edolas) 4. "Aqua Aera" (水の翼 Akua Ēra, Aqua Aera) 5. "Selene, the Moon Dragon God" (月神竜セレーネ Gesshinryū Serēne, Nguyệt Thần Long Selene) | 1. "The Hand" (手 Te, Bàn tay) 2. "Spiria" (スピリア Supiria, Spirior) 3. "The Spirit Arts" (霊術 Reijutsu, Linh Thuật) 4. "The Moonlight Divinities" (月下美神 Gekka Bijin, Nguyệt Hạ Mỹ Thần) |

| 1. "Moonlit Banquet" (月夜の宴 Tsukiyo no Utage, Tiệc tùng dưới đêm trăng) 2. "Nuré-Onna" (妖怪"濡れ女" Yōkai "Nure Onna", Yêu quái Nhu Nữ) 3. "Memories of Water" (水の記憶 Mizu no Kioku, Hồi ức về nước) 4. "Dance of the Twin Tigers" (双虎の陣 Sōko no Jin, Thế trận song hổ) 5. "Whiteout Village" (白滅の里 Hakumetsu no Sato, Làng Bạch Diệt) | 1. "The Demons' Parade" (百鬼夜行 Hyakki Yakō, Bách Quỷ Dạ Hành) 2. "The Inhuman Path: Ohmagatoki" (外法・逢魔時 Gehō Ōmagatoki, Ngoại pháp: Phùng Ma Thời) 3. "Suzaku" (スザク Suzaku) 4. "Sword Saint" (剣聖 Kensei, Kiếm thánh) |

| 1. "Rematch" (リベンジマッチ Ribenji Matchi, Trận chiến báo thù) 2. "Mimi the Immovable" (不動のミミ Fudō no Mimi, Bất động Mimi) 3. "Frozen Fantasy" (凍てつく夢幻 Itetsuku no Mugen, Ảo ảnh băng giá) 4. "Ice Giants" (氷の巨人 Kōri no Kyojin, Cự nhân băng) 5. "Abyss" (深淵 Shin'en, Vực thẳm) | 1. "This Hideous World" (醜き世界 Minikuki Sekai, Thế giới xấu xí) 2. "Alta Face" (アルタ・フェイス Aruta Feisu, Alta Face) 3. "An Elentear Evening" (エレンティアの宵 Erentia no Yoi, Đêm Elentir) 4. "Return" (帰還 Kikan, Trở lại) |

| 1. "My World" (私の世界 Watashi no Sekai, Thế giới của ta) 2. "The Great Labyrinth" (大迷宮 Daimeikyū, Đại mê cung) 3. "The Sixth of the Five Dragon Gods" (六頭目の五神竜 Roku-tōme no Goshinryū, Thần Long thứ 6 trong Ngũ Thần Long) 4. "Battle Dungeon" (バトルダンジョン Batoru Danjon, Battle Dungeon) 5. "Plush Doll" (プラッシュドール Purasshu Dōru, Thú bông) | 1. "Lightning and Atmosphere" (雷と大気 Ikazuchi to Taiki, Sét và không khí) 2. "White Tiger Dragon Haku" (白虎竜のハク Byakkoryū no Haku, Bạch Hổ Long Haku) 3. "Enchant Magic" (付加魔法 Enchanto Mahō, Enchant) 4. "Scarlet Rage" (緋色の怒り Hiiro no Ikari, Cơn thịnh nộ màu đỏ tươi) |

| 1. Manekazaru Kyaku (招かざる客 Manekazaru Kyaku) 2. Honō no Shinzui (炎の神髄 Honō no Shinzui) 3. Onna to Onna no Tatakai (女と女の戦い Onna to Onna no Tatakai) 4. Nakama no Kioku (仲間の記憶 Nakama no Kioku) 5. Burū Dimenshon (青き次元 Burū Dimenshon) | 1. Hiiro (緋色 Hiiro) 2. Honō to Tsuki (炎と月 Honō to Tsuki) 3. Sōryū Gekitotsu (双竜激突 Sōryū Gekitotsu) 4. Daichi no Mezame (大地の目覚め Daichi no Mezame) |

| 1. Ō no Tamashii (王の魂 Ō no Tamashii) 2. Juon no Koe (呪怨の声 Juon no Koe) 3. Daichi no Sakebi (大地の叫び Daichi no Sakebi) 4. Shizukana Negai (静かな願い Shizukana Negai) 5. Renkinjutsushi Girudo (錬金術士ギルド Renkinjutsushi Girudo) | 1. Girudo no Tsunagari (ギルドの繋がり Girudo no Tsunagari) 2. Ryū no Kami ni Aisareta Otoko (竜の神に愛された男 Ryū no Kami ni Aisareta Otoko) 3. Tetsu no Ribenji (鉄のリベンジ Tetsu no Ribenji) 4. Honō no Yaiba (炎の刃 Honō no Yaiba) |

| 1. Hōkai suru Meikyū (崩壊する迷宮 Hōkai suru Meikyū) 2. Hadaka no Tsukiai (裸の付き合い Hadaka no Tsukiai) 3. Girudo no Rekishi (ギルドの歴史 Girudo no Rekishi) 4. Futari no Negai (二人の願い Futari no Negai) 5. Shazai (謝罪 Shazai) | 1. Tadaima (ただいま Tadaima) 2. Gohon Shōbu (五本勝負 Gohon Shōbu) 3. Seibā Ōjoin (セイバー大書院 Seibā Ōjoin) 4. Firan no Machi (フィランの街 Firan no Machi) |

| 1. Tankō Otto Girudo no Okite (炭鉱夫ギルドの掟 Tankō Otto Girudo no Okite) 2. Kyōtō no Tora (共闘の虎 Kyōtō no Tora) 3. Gennai to Kōtetsu (ゲンナイとコウテツ Gennai to Kōtetsu) 4. Renkin no Kemuri (錬金の煙 Renkin no Kemuri) 5. Shigunario Shimai (シグナリオ姉妹 Shigunario Shimai) | 1. Dorīmu Desu Wārudo (ドリームデスワールド Dorīmu Desu Wārudo) 2. Goddo Zannen (ゴッド残念 Goddo Zannen) 3. Kanjō no Rensei (感情の錬成 Kanjō no Rensei) 4. Unzari (うんざり Unzari) |

| 1. Goddo Meiwaku (ゴッド迷惑 Goddo Meiwaku) 2. Atena no Kako (アテナの過去 Atena no Kako) 3. Bierunesu Kōryaku Sakusen Kaishi (ビエルネス攻略作戦開始 Bierunesu Kōryaku Sakusen Kaishi) 4. Gōrudo Ōru no Kyōi (黄金の梟の脅威 Gōrudo Ōru no Kyōi) 5. Raibaru Bondo Rensei (敵絆錬成 Raibaru Bondo Rensei) | 1. Abekobe Batoru (あべこべバトル Abekobe Batoru) 2. Sorezore no Mokuteki (それぞれの目的 Sorezore no Mokuteki) 3. Goddo Batoru (ゴッドバトル Goddo Batoru) 4. Tsumi no Saki e (罪の先へ Tsumi no Saki e) |

| 1. vs. Sekai (vs.世界 vs. Sekai) 2. Heiwa e no Omoi (平和への想い Heiwa e no Omoi) 3. Iruha (イルハ Iruha) 4. Ikazuchi no Kizuna (雷の絆 Ikazuchi no Kizuna) 5. Wakare to Kaikō (別れと邂逅 Wakare to Kaikō) | 1. Kinshinryū Bierunesu (金神竜ビエルネス Kinshinryū Bierunesu) 2. Omoi o Seotte (思いを背負って Omoi o Seotte) 3. Takusareta Mō Hitotsu no Omoi (託されたもう1つの思い Takusareta Mō Hitotsu no Omoi) 4. Ai no Kiseki (愛の奇跡 Ai no Kiseki) |

| 1. Za Kobura (ザ・コブラ Za Kobura) 2. Ichiya no Nayami (一夜の悩み Ichiya no Nayami) 3. Buraian (ブライアン Buraian) 4. Faia & Fureimu (ファイア&フレイム Faia & Fureimu) 5. Kaen Enbu (火炎演武 Kaen Enbu) | 1. Engen no Kyōen (炎幻の狂宴 Engen no Kyōen) 2. Neko datte Madōshi (ネコだって魔導士 Neko datte Madōshi) 3. Honō no Saikai (炎の再会 Honō no Saikai) 4. Kuroki no Deai (黒きの出会い Kuroki no Deai) |

| 1. Kuroki Ishi (黒き意志 Kuroki Ishi) 2. Sekai o Kaketa Mitsudomoe (世界をかけた三つ巴 Sekai o Kaketa Mitsudomoe) 3. Go-nin no Yōsei (五人の妖精 Go-nin no Yōsei) 4. Kagi no Kizuna (鍵の絆 Kagi no Kizuna) 5. Araburu Umi ni Tomo wa Matsu (荒ぶる海に友は待つ Araburu Umi ni Tomo wa Matsu) | 1. Ōinaru Chikara wa Ishi o Ugatsu (大いなる力は石を穿つ Ōinaru Chikara wa Ishi o Ugatsu) 2. Mizu no Tsunagari (水の繋がり Mizu no Tsunagari) 3. Na wa Tai o Arawasu (名は体を表す Na wa Tai o Arawasu) 4. Muttsu no Kuroki Chikara (六つの黒き力 Muttsu no Kuroki Chikara) |

| 1. Ma to Ma no Gekitō (魔と魔の激闘 Ma to Ma no Gekitō) 2. Dōran no Sekai (動乱の世界 Dōran no Sekai) 3. Saisoku no Ikizama (最速の生き様 Saisoku no Ikizama) 4. Ashiki Inori no Shinzui (悪しき祈りの真髄 Ashiki Inori no Shinzui) 5. Kudakareru Kibō (砕かれる希望 Kudakareru Kibō) | 1. Yōen no Izanai (妖炎の誘い Yōen no Izanai) 2. Aratana Chikara e no Kagi (新たな力への鍵 Aratana Chikara e no Kagi) 3. Ōgon no Shinka (黄金の真価 Ōgon no Shinka) 4. Yasashii Tsuki e (優しい月へ Yasashii Tsuki e) |

| 1. Kōri no Kanōsei (氷の可能性 Kōri no Kanōsei) 2. Kuroki Kōri (黒き氷 Kuroki Kōri) 3. Yōsei vs. Honō (妖精vs.炎 Yōsei vs. Honō) 4. Kuro to Honō no Mōkō (黒と炎の猛攻 Kuro to Honō no Mōkō) 5. Rokuma no En (六魔の縁 Rokuma no En) | 1. Jiyū no Imi (自由の意味 Jiyū no Imi) 2. Kyūchi no Sasu Hikari (窮地に差す光 Kyūchi no Sasu Hikari) 3. Ningyo no Tawamure (人魚の戯れ Ningyo no Tawamure) 4. Ryū no Utage (竜の宴 Ryū no Utage) |

## Các chương chưa nằm trong định dạng tankōbon
Các chương này chưa được xuất bản trong một tập tankōbon. Chúng ban đầu được đăng nhiều kỳ trên ứng dụng Magazine Pocket từ tháng 7 năm 2025 đến tháng 8 năm 2025.
1. Taisetsu na Mono no Tame ni (大切なものの為に Taisetsu na Mono no Tame ni?)
2. Honmono no Doragon (本物の竜 Honmono no Doragon?)

Đây là một danh sách chưa hoàn chỉnh. Bạn có thể giúp Wikipedia .